# Michael Shayne, investigatore privato
Michael Shayne, investigatore privato (Michael Shayne, Private Detective) è un film del 1940 diretto da Eugene Forde, tratto dal romanzo Ipnosi (Dividend on Death, 1939) di Brett Halliday e primo di una serie di pellicole dedicate al personaggio di Michael Shayne.

## Trama
Lo squattrinato investigatore privato Michael Shayne viene incaricato dal suo ricco amico Hiram Brighton di vigilare su sua figlia Phyllis, una ragazza che ha il vizio del gioco d'azzardo e frequenta cattive compagnie nel giro della malavita organizzata. Per tenerla lontana dai guai lo stesso Shayne finisce per essere coinvolto e sospettato in un caso di omicidio.